# Obwód Tirana
Obwód Tirana (alb. qarku i Tiranës) – jeden z dwunastu obwodów w Albanii.
W skład obwodu wchodzą okręgi: Kavaja i Tirana. Stolicą obwodu jest Tirana.
W 2011 roku według spisu ludności w obwodzie zamieszkiwało 749 365 mieszkańców. Wśród nich było 84,190% Albańczyków, 0,35% Greków, 0,07% Macedończyków, 0,11% Arumunów, 0,32% Romów, 0,11% Egipcjan, 12,69% ludności nie udzieliło odpowiedzi. Muzułmanie stanowili 62,29%, bektaszyci 2,66%, katolicy 5,3%, ewangelicy 0,24%, prawosławni 0,25%, ateiści 2,74%; odpowiedzi nie udzieliło 15,19% ludności.